# LBE G 6
Die normalspurigen Dampflokomotiven der Baureihe LBE G 6 wurden von der Lübeck-Büchener Eisenbahn (LBE) für den Güterzugdienst beschafft. Mit der Verstaatlichung der Gesellschaft 1938 kamen sie zur Deutschen Reichsbahn und erhielten die Betriebsnummern 37 201–206.
Die Lokomotiven ähneln der Preußischen P 6. Nach 1927 erhielten einige Lokomotiven bei einem Umbau größere Treib- und Kuppelraddurchmesser und wurden danach im Personenzugdienst verwendet. Die LBE 71 sollte auf Einzelachsantrieb mit Dampfmotoren umgebaut werden, wofür die Betriebsnummer 77 1001 vorgesehen war. Noch vor der Fertigstellung des Projektes wurde sie 1939 ausgemustert. Die anderen Lokomotiven waren bis 1945 vorhanden und wurden danach ausgemustert sowie verschrottet.

## Geschichte

### Ursprungsvariante
Die 1’C–Lokomotiven entstanden als Zwischenlösung zwischen der LBE G5 und der Preußischen P 6. 1913 wurden bei LHB zwei Lokomotiven mit den Fabriknummern 974 sowie 975 gebaut. Ursprünglich wurden diese mit den LBE-Nummern 83 und 84 versehen und trugen die Namen Preußen und Bayern. 1916 folgten mit den Fabriknummern 1361 sowie 1362 zwei weitere Exemplare mit den Nummern 87 und 88 und den Namen Mecklenburg sowie Sachsen.
Die vier Lokomotiven erhielten 1917 die neuen Betriebsnummern 70–73. 1919 wurden zwei weitere Lokomotiven mit den Fabriknummern 1905 sowie 1906 als 74 sowie 75 geliefert, die keine Namen mehr bekamen.
Eingesetzt wurden die Lokomotiven auf der Hauptstrecke der LBE sowie der Bahnstrecke Lübeck–Lübeck-Schlutup im Güterzugdienst. Als genügend vier- und fünffach gekuppelte Lokomotiven zur Verfügung standen, sollten die Lokomotiven auch im Personenzugdienst verwendet werden, wofür sie jedoch einen zu geringen Kuppelraddurchmesser besaßen.

### Umbau zur Personenzuglok
Die Lokomotive 73 erhielten 1927 neue Treib- und Kuppelräder mit einem Durchmesser von 1500 mm Durchmesser sowie eine Lentz-Ventilsteuerung. Danach konnte die Höchstgeschwindigkeit auf 80 km/h erhöht werden. 1928 wurden die Lokomotiven 70 und 72 umgebaut. Außer dem Kuppelraddurchmesser änderte sich bis auf das Gattungszeichen der Lok, das nunmehr P 34.15 lautete, nichts an den Maßen. Intern wurden sie als LBE P 6 bezeichnet.

### Übernahme durch die DR
1938 übernahm die Deutsche Reichsbahn alle sechs Lokomotiven und ordnete sie als Personenzuglokomotive mit den Betriebsnummern 37 201–206 ein. Sie waren bis 1945 vorhanden und wurden danach ausgemustert sowie verschrottet. Im Merkbuch der Deutschen Reichsbahn wurde 1940 eine Leistungstafel aufgestellt. Danach konnten die Lokomotiven in der Ebene 625 t mit einer Geschwindigkeit von 80 km/h ziehen. Die gleiche Zugmasse konnte auf einer Steigung von 2 ‰ mit einer Geschwindigkeit von 60 km/h bewältigt werden, auf einer Steigung von 5 ‰ waren 660 t bei 40 km/h möglich.

### Umbau zur Dampfmotorlokomotive
Die LBE entwickelte 1937 zusammen mit Henschel das Vorhaben, die Lokomotive 71 auf Einzelachsantrieb mit Dampfmotoren umzubauen. Mit der Lokomotive sollten die vorhandenen Stromlinienlokomotiven 1 bis 3 entlastet werden, die in der Sommersaison für die enorme Nachfrage in den Zügen nach Travemünde nicht mehr ausreichten. Zugleich sollte die Dampfmotorlok auch in der Lage sein, schwere Güterzüge zu befördern. Die Lokomotive sollte die Achsfolge 1’Co2’ erhalten und zur Schnellfahrlokomotive mit Stromlinienverkleidung umgebaut werden. Rahmen und Kessel wurden weiter verwendet, für den Einzelachsantrieb sollten die bisherigen Antriebsräder durch solche mit einem Durchmesser von 1250 mm ersetzt werden. In Höhe des Führerstands wurde der alte Rahmen abgetrennt und erhielt eine geschweißte Verlängerung, die sich auf das neue, von der WUMAG Görlitz zugelieferte hintere Drehgestell mit Außenrahmen über zwei seitliche Gleitpfannen stützte. Statt des bisherigen Schlepptenders erhielt die Lokomotive einen geschweißten Tenderaufsatz hinter dem ebenfalls neu zu konstruierenden Führerhaus. Der Antrieb mit Dampfmotoren entsprach der auch in der DR 19 1001 verwendeten Bauart. 
Nach Übernahme durch die Reichsbahn erhielt die im Umbau befindliche Lokomotive die Betriebsnummer 77 1001. Bis 1940 hatte das Ausbesserungswerk in Lübeck den Umbau soweit vorangetrieben, dass die Motoren eingebaut werden sollten. Kriegsbedingt war deren Bau bei Henschel in Kassel jedoch ins Stocken geraten, auch verfolgte die Reichsbahn das Projekt nicht mehr mit der Intensität, die es bei der LBE gehabt hatte. 1945 waren von der ursprünglich bereits weit angearbeiteten Lokomotive lediglich noch Reste vorhanden.

## Konstruktion
Die Lokomotive besaß einen konischen Schornstein. Ihr Rahmen war als genieteter Blechinnenrahmen ausgeführt. Das Laufwerk hatte eine Vierpunktabstützung, sämtliche Federn der gekuppelten Radsätze waren durch Ausgleichshebel miteinander verbunden. Die Federn des ersten Kuppelradsatzes lagen oberhalb der Achslager, die Federn des zweiten sowie dritten Radsatzes unterhalb. Der vordere Kuppelradsatz war mit dem Laufrad zu einem Krauss-Helmholtz-Lenkgestell verbunden, es erhielt gegenüber der üblichen Ausführung zwei Querblattfedern über dem Laufradsatz.
Der Kessel bestand mit einer Blechstärke von 15 mm aus zwei Schüssen. Auf dem ersten Kesselschuss saß der Sandkasten, auf dem zweiten der Dampfdom mit dem Ventilregler. Der Stehkessel mit der Feuerbüchse war zwischen den Rahmenwangen eingezogen. Am Führerhaus saß das Sicherheitsventil der Bauart Ramsbotton. Die Rauchkammer mit einer Länge von 1.550 mm war mit einem Winkelring an dem Langkessel angenietet. Gespeist wurde der Kessel von einer Kolbenspeisepumpe mit Oberflächenvorwärmer, beide gelegen auf dem linken Umlaufblech, und einer Strahlpumpe.
Das Zweizylinder-Heißdampf-Triebwerk hatte außenliegende, waagerecht angeordnete Zylinder. Der zweite Kuppelradsatz war der Treibradsatz. Die Lokomotiven besaßen die Heusinger-Steuerung, der Kreuzkopf wurde einschienig auf der Gleitbahn geführt.
Sie besaßen die Indirekte Bremse von Knorr und die Wurfhebelbremse. Abgebremst wurde der zweite Kuppelradsatz von hinten sowie der dritte Kuppelradsatz beidseitig. Die dafür benötigte Luft wurde von einer zweistufigen Luftpumpe erzeugt, die auf dem linken Umlaufblech lag. Der Hauptluftbehälter lag quer zur Fahrtrichtung unterhalb der Pufferbohle. Der Druckluftsandstreuer sandete lediglich den ersten Radsatz von vorn. Zur Schmierung der dampfführenden Teile war eine Hochdruckschmiereinrichtung vorhanden, sie wurde durch einen Kurbeltrieb von dem dritten Kuppelradsatz angetrieben. Sie besaßen eine Gasbeleuchtung Bauart Pintsch, der Gasbehälter dafür war an der Tenderrückwand vorhanden. Anschlüsse für die Dampfheizung waren vorne und hinten vorhanden. Gekuppelt waren die Loks mit dem Tender LBE 3 T 12.